# Fritz Prior
Fritz Prior (* 7. Oktober 1921 in Wilten/Innsbruck; † 29. August 1996) war ein österreichischer Politiker und Beamter.

## Leben
Fritz Prior studierte ab 1939 Technische Chemie. 1947 wurde er an der Universität Innsbruck mit einer maßgeblichen Grundlagenarbeit zur Gaschromatographie bei Erika Cremer promoviert. Er war Lehrer am Bischöflichen Gymnasium Paulinum in Schwaz sowie an der HTL Anichstraße in Innsbruck.
1965 wurde Fritz Prior vom Tiroler Landtag als Landesrat für Kultur- und Schulwesen sowie Landeshauptmann-Stellvertreter in die Tiroler Landesregierung berufen und wirkte dort bis 1989. Er war amtsführender Präsident des Landesschulrates in Tirol von 1966 bis 1994. Er entwickelte das Konzept der „Tiroler Landhauptschule“.
1971 war er  Landesobmann der Fraktion Christlicher Gewerkschafter (FCG) in Tirol und von 1976 bis 1988 Landesobmann des AAB in Tirol (Österreichischer Arbeitnehmerinnen- und Arbeitnehmerbund), später Ehrenobmann und Ehrenringträger des AAB.
Er war Mitglied der ÖVP. Fritz Prior wurde mit zahlreichen Auszeichnungen geehrt, darunter dem Großen Goldenen Ehrenzeichen für Verdienste um die Republik Österreich und als Offizier der Ehrenlegion.

## Ehrungen und Auszeichnungen
- Ring des Landes Tirol
- Ehrenring der Stadt Innsbruck
- Komtur des Gregoriusordens mit Stern
- Ehrensenator der Universität Innsbruck
- Großes Goldenes Ehrenzeichen für Verdienste um die Republik Österreich
- Großes Goldenes Ehrenzeichen für Verdienste um das Land Wien
- Offizier der französischen Ehrenlegion
- Ehrenobmann und Träger des Ehrenringes des Landesverbandes der Tiroler Blasmusikkapellen
- Ehrenringträger des Tiroler Sängerverbandes
- Ehrenmitglied mit Sitz und Stimme auf Lebensdauer beim Landesverband der Tiroler Heimat- und Trachtenvereine
- Ehrenmajor des Innsbrucker Schützenbataillons
- Ehrenhauptmann der Meraner und Wiltener Schützen
- Ehrenmitgliedschaft der katholischen Studentenverbindung AV Vindelicia Innsbruck im ÖCV[3]
- Namensgeber der Dr. Fritz-Prior-Hauptschule in Innsbruck
- Namensgeber des Dr. Fritz-Prior-Preises zur Förderung der Lehr- und Lernbedingungen an Tiroler Pflichtschulen